# Décès en septembre 1940
Décès
- 1936
- 1937
- 1938
- 1939
- 1940
- 1941
- 1942
- 1943
- 1944

Pour une information complémentaire, voir la page d'aide.

| Date        | Nom                       | Pays                   | Activités             | Âge | Source |
| ----------- | ------------------------- | ---------------------- | --------------------- | --- | ------ |
| 4 septembre | Madeleine Sharps Buchanan | Drapeau des États-Unis | Écrivaine américaine. | 54  |        |